# 人民广场 (托迪)
42°46′56″N 12°24′23″E / 42.78230°N 12.40650°E

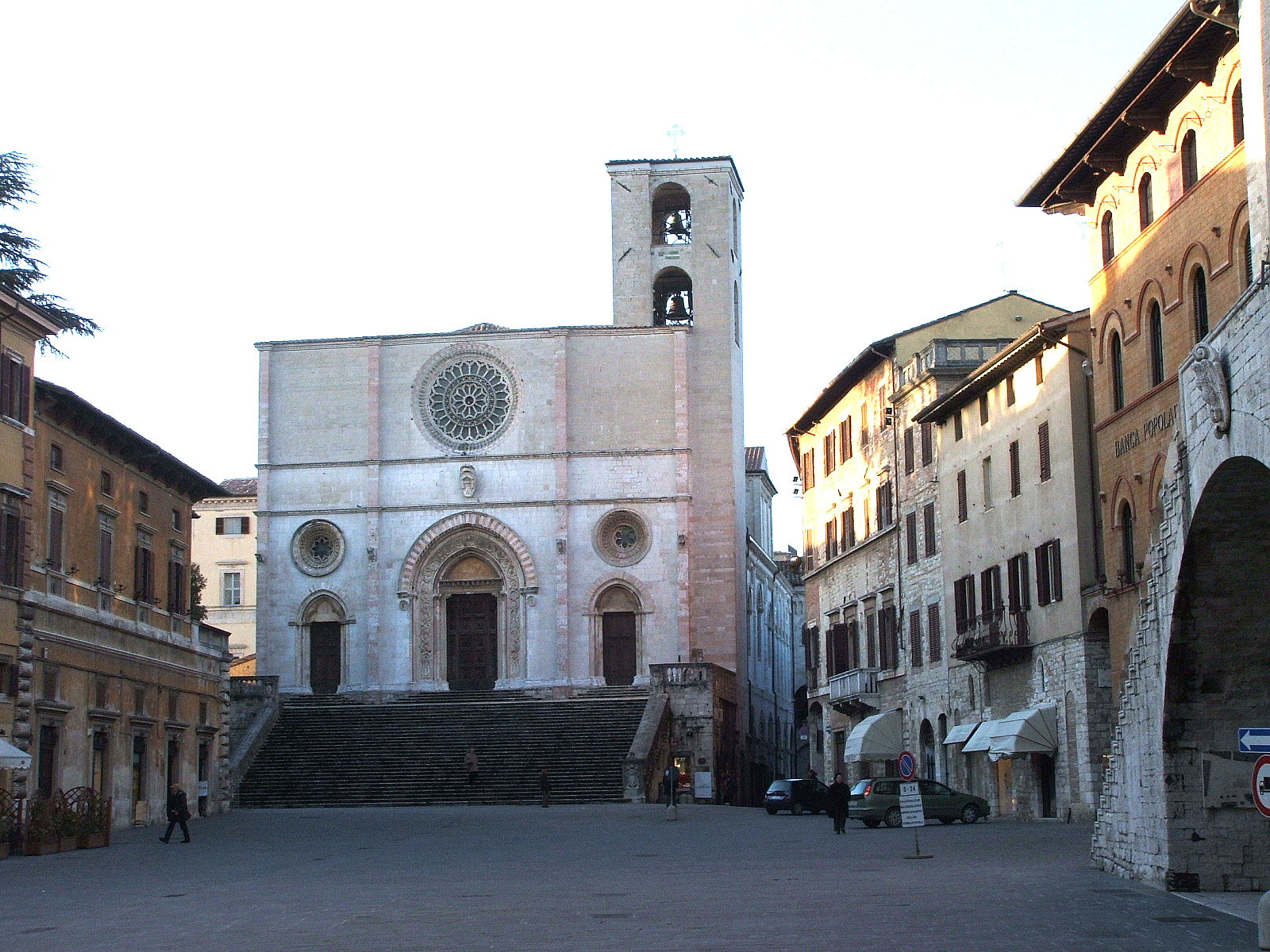
人民广场与圣母领报共同主教座堂

人民广场（Piazza del Popolo）是意大利佩鲁贾省中世纪古城托迪的中心广场，周围环绕着该市的主要古迹：教会权力的象征圣母领报共同主教座堂；以及世俗权力的中心执政官宫、统领宫和人民宫。

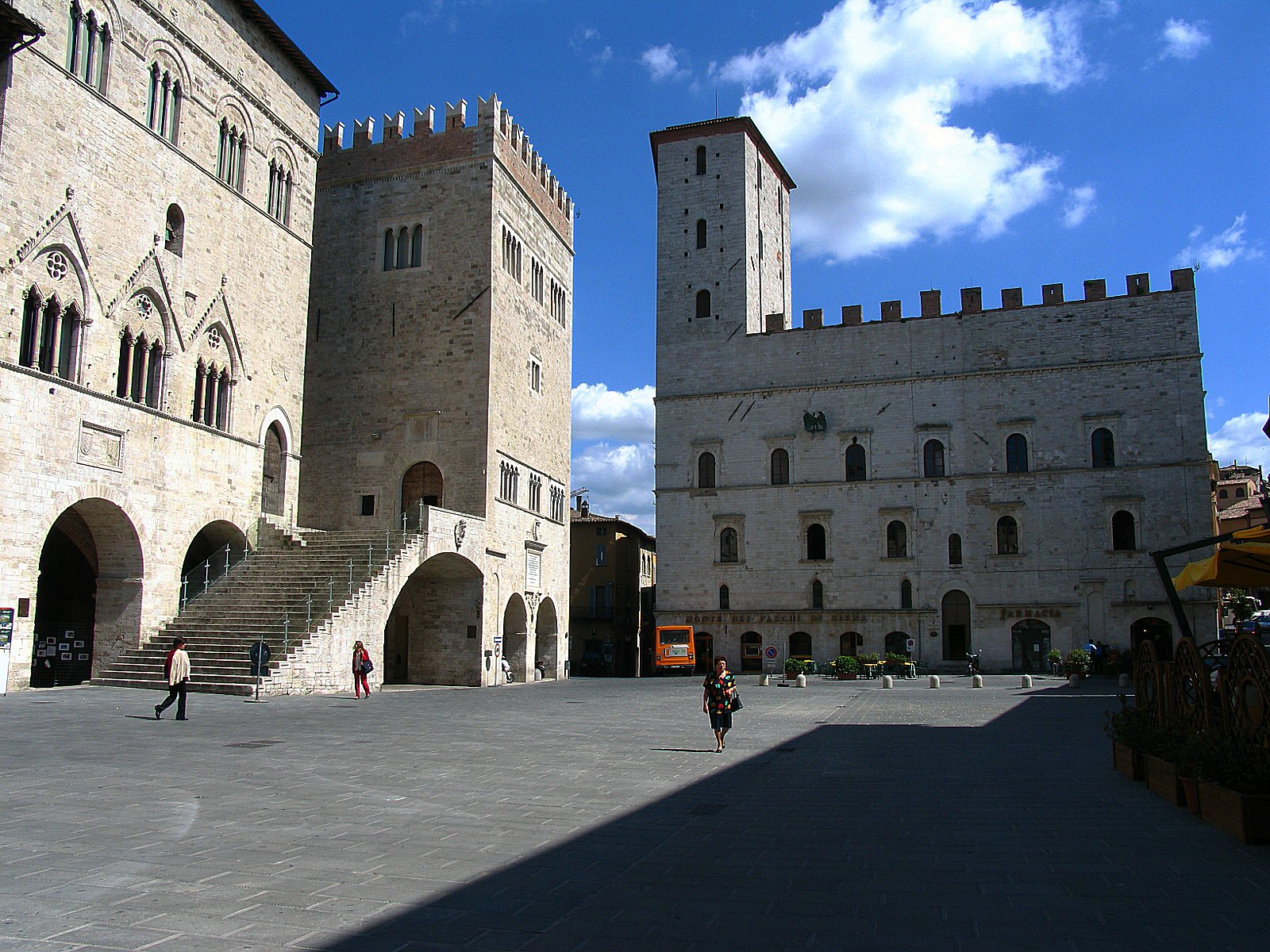
人民广场的公共建筑

人民广场为方形，过去比现在大得多。直到十五世纪，主教座堂都位于广场中心。